# Wisconsin
Wisconsin [viskónsin] je zvezna država na severu ZDA, po velikosti 23. in po številu prebivalcev na 18. mestu (leta 2002 5.453.896). Ime države je angleška različica francoske priredbe indijanskega imena, ki pomeni »kraj, kjer živimo.« Meji na Iowo, Minnesoto, Michigan in Illinois, del meje pa predstavljata še dve od Velikih jezer.
Turizem je tretja najpomembnejša gospodarska panoga države, ki pritegne obiskovalce z neokrnjeno naravo in mnogimi naravnimi rezervati.